# Konquest
Konquest е проста походова компютърна стратегическа игра, която се разпространява в пакета на графичната работна среда KDE.
Целта на играта е да се превземе цялата „галактика“, която се състои от 2 до 45 планети. Всяка планета произвежда определен брой кораби на всеки ход и тези кораби се използват за превземането на други планети. Играе се срещу изкуствен интелект или други хора които играят на същия компютър. Също е възможно да се наблюдава игра в която играят само играчи с изкуствен интелект. Konquest е разработена от Russ Steffen.
Името на играта е преиначено от английската дума conquest – „завладяване, завоевание“.